# Vřesová stráň
Vřesová stráň je přírodní rezervace poblíž obce Mosty u Jablunkova v okrese Frýdek-Místek. Důvodem ochrany je lokalita chráněných a mizejících druhů rostlin, je též biotopem ohrožené fauny a má nemalý význam estetický a krajinotvorný.